# Los Framboyanes
Los Framboyanes är en ort i Mexiko.   Den ligger i kommunen Las Choapas och delstaten Veracruz, i den sydöstra delen av landet, 600 km öster om huvudstaden Mexico City. Los Framboyanes ligger 145 meter över havet och antalet invånare är 418.
Terrängen runt Los Framboyanes är kuperad åt sydväst, men åt nordost är den platt. Runt Los Framboyanes är det ganska glesbefolkat, med 45 invånare per kvadratkilometer. Närmaste större samhälle är Lindavista, 18,9 km öster om Los Framboyanes. Omgivningarna runt Los Framboyanes är en mosaik av jordbruksmark och naturlig växtlighet.